# المسجد العمري (الكتة)

مخطط تقريبي للمسجد القديم وامتداده الحديث إلى الشرق.

المسجد العمري في الكِتّة هو مسجد أثري يقع في بلدة الكِتّة في محافظة جرش شمال الأردن. يُعد أحد أقدم مساجد المحافظة، حيث تأسس في العهد الأموي. بُني المسجد على أساسات لكنيسة بيزنطيّة مهجورة آنذاك، وقد رُمِّم في العهد المملوكي، وتم تجديده وتوسعته عام 1984.

## التصميم
تبلغ أبعاد المسجد القديم حوالي 13.90 مترًا بالطول و 12.30 مترًا بالعرض، أما المساحة الداخلية للصلاة فيبلغ مقدارها 70 مترًا مربعًا لا تشمل التوسعة الجديدة. يتّخذ مُخطط المبنى شكلاً مستطيلًا، وهو مقسوم إلى صحنين إثنين موازيين لجدار القبلة الجنوبي عبر عدة أعمدة، كما يمتد على عرض المسجد قوسان غير منتظمان باتجاه شمال-جنوب.
لقد تم المحافظة على الجزئين الوسطي والغربي من البناء القديم، حيث أنهما مسقوفان بعقود مُصلَّبة مع وجود القبّة بالمنتصف، والتي ينتقل فيها الشكل من المربع إلى الدائري عبر استخدام حنية مقرنص بيضويّة على الزوايا الأربع. أما بالنسبة للجزء الشرقي من البناء حيث المدخل، فقد تعرّض للتدمير وتم إعادة تشييده عام 1984، وأُلحق به التوسعة الجديدة ذات السقف الخرساني المُسطّح مع وجود نوافذ حديثة.

## صور

قبة المسجد من الداخل.
العقود من الداخل.
المحراب والمنبر.

## وصلات خارجية
- صورة جوية للمسجد العمري في الكتة، ويكيمابيا
- مساجد ومقامات في جرش.. شواهد مهمة في تاريخ المنطقة الإسلامي، جريدة الدستور